# Joaquín Novillo
Joaquín Ariel Novillo (Córdoba, 19 de febrero de 1998) es un futbolista argentino. Juega como defensor central y actualmente se encuentra en Deportes Iquique de la Primera División de Chile.

## Trayectoria

### Belgrano
Promovido al primer equipo en la pretemporada de verano 2019 por su rendimiento en la cuarta división de AFA siendo campeón. Jugó su primer partido ante Rosario Central en un encuentro amistoso. Luego, a pocos días, de manera oficial por la Primera División Argentina ante Unión de Santa Fe y se asienta como titular. El equipo, exigido por los promedios, desciende a la Primera Nacional. En dicha categoría disputó 19 partidos anotando un gol

### Racing Club
En febrero de 2021 llegó a Racing Club, de la Primera División de Argentina, cedido por doce meses con opción de compra por el 80% de su ficha.

### Colón
En enero de 2022, luego de recibir sondeos por parte de Newell's Old Boys e interés concreto de Rosario Central y Huracán, finalmente es Colón quien se hace con sus servicios, obteniendo su cesión por la temporada 2022 con opción de compra.

### Huracán
En enero de 2023, es nuevamente cedido, esta vez a Huracán por toda la temporada 2023.Luego de 6 mese, rescindió su contrato.

### FC Vizela
El 14 de agosto de 2023, se marchó cedido con opción de compra al F. C. Vizela, de la Primeira Liga, por una temporada.

### Deportes Iquique
El 22 de enero de 2024 es anunciado como nuevo jugador de Deportes Iquique de la Primera División de Chile.

## Selecciones nacionales

### Selección olímpica
Tras sus buenas actuaciones en la Superliga, fue confirmado en la lista de 22 preseleccionados para disputar los Juegos Panamericanos de Lima 2019, con la Selección Olímpica. Durante dicho torneo, fue titular en todos los partidos, siendo el primer marcador central, y condujo a la selección a su primera medalla dorada tras 16 años sin coronaciones en el torneo.

### Participaciones en Juegos Panamericanos
| Torneo                         | Sede | Resultado      | Partidos | Goles |
| ------------------------------ | ---- | -------------- | -------- | ----- |
| Juegos Panamericanos Lima 2019 | Perú | Medalla de oro | 5        | 0     |

## Estadísticas

### Clubes
| Club                     | Div.                | Temporada           | Liga  | Liga  | Copas nacionales | Copas nacionales | Torneos internacionales | Torneos internacionales | Total | Total |
| Club                     | Div.                | Temporada           | Part. | Goles | Part.            | Goles            | Part.                   | Goles                   | Part. | Goles |
| ------------------------ | ------------------- | ------------------- | ----- | ----- | ---------------- | ---------------- | ----------------------- | ----------------------- | ----- | ----- |
| Belgrano Argentina       | 1.ª                 | 2018-19             | 9     | 0     | 3                | 0                | —                       | —                       | 12    | 0     |
| Belgrano Argentina       | 2.ª                 | 2019-20             | 19    | 1     | —                | —                | —                       | —                       | 19    | 1     |
| Belgrano Argentina       | 2.ª                 | 2020                | 6     | 1     | —                | —                | —                       | —                       | 6     | 1     |
| Belgrano Argentina       | Total club          | Total club          | 34    | 2     | 3                | 0                | 0                       | 0                       | 37    | 2     |
| Racing Club Argentina    | 1.ª                 | 2021                | 3     | 0     | 10               | 0                | 6                       | 1                       | 19    | 1     |
| Racing Club Argentina    | Total club          | Total club          | 3     | 0     | 10               | 0                | 6                       | 1                       | 19    | 1     |
| Colón Argentina          | 1.ª                 | 2022                | 6     | 0     | 11               | 0                | 2                       | 0                       | 19    | 0     |
| Colón Argentina          | Total club          | Total club          | 6     | 0     | 11               | 0                | 2                       | 0                       | 19    | 0     |
| Huracán Argentina        | 1.ª                 | 2023                | 17    | 0     | —                | —                | 0                       | 0                       | 17    | 0     |
| Huracán Argentina        | Total club          | Total club          | 17    | 0     | 0                | 0                | 0                       | 0                       | 0     | 0     |
| FC Vizela Portugal       | 1.ª                 | 2023-24             | —     | —     | —                | —                | —                       | —                       | 0     | 0     |
| FC Vizela Portugal       | Total club          | Total club          | 0     | 0     | 0                | 0                | 0                       | 0                       | 0     | 0     |
| Deportes Iquique · Chile | 1.ª                 | 2024                | 0     | 0     | 0                | 0                | —                       | —                       | 0     | 0     |
| Deportes Iquique · Chile | Total club          | Total club          | 0     | 0     | 0                | 0                | 0                       | 0                       | 0     | 0     |
| Total en su carrera      | Total en su carrera | Total en su carrera | 60    | 2     | 24               | 0                | 8                       | 1                       | 92    | 3     |
| 1. 2. 3.                 |                     |                     |       |       |                  |                  |                         |                         |       |       |

## Palmarés

### Campeonatos internacionales
| Título               | Equipo | Sede | Año  |
| -------------------- | ------ | ---- | ---- |
| Juegos Panamericanos | Sub-23 | Lima | 2019 |